# Tamilnádu
Tamilnádu (தமிழ் நாடு, „A tamil nép hazája”) India egyik állama az ország délkeleti részén.

## Népesség

#### Vallás
Tamil Nadu vallási megoszlása (2011)

#### Népességnövekedés
| Az állam népességének növekedése | Az állam népességének növekedése | Az állam népességének növekedése |
| Év                               | Népesség                         | Változás százalékban             |
| -------------------------------- | -------------------------------- | -------------------------------- |
| 1951                             | 30 119 000                       | —                                |
| 1961                             | 33 687 000                       | + 11,8%                          |
| 1971                             | 41 199 000                       | + 22,3%                          |
| 1981                             | 48 408 000                       | + 17,5%                          |
| 1991                             | 55 859 000                       | + 15,4%                          |
| 2001                             | 62 406 000                       | + 11,7%                          |
| 2011                             | 72 138 958                       | + 15,6%                          |
| Forrás :                         |                                  |                                  |

Tamilnádu a hatodik legnépesebb indiai állam (62 405 679 fő, 2001-ben; India lakosságának kb. 6,05%-a).
Népsűrűség szerint a 11. indiai állam (478 fő/km², amely szignifikánsan magasabb az indiai átlagnál 324 fő/km²).
A népesség kb. 47%-a városokban él, amely az indiai államok között az egyik legmagasabb.
Tamilnádu népessége 11,19%-kal nőtt 1991 és 2001 között.

#### Nyelvi megoszlás
Nyelvi megoszlás 2001-es felmérés alapján:
- tamil 89,4%
- telugu 5,6%
- kannada 2,7%
- urdu 1,51%
- malajálam 0,9%

## Főbb városok
| Rangsor | Város           | Népesség  | Rangsor | Város        | Népesség |
| ------- | --------------- | --------- | ------- | ------------ | -------- |
| 1       | Csennai         | 4.681.087 | 8       | Tiruppur     | 444.543  |
| 2       | Kojambuttúr     | 1.061.447 | 9       | Avadi        | 344.701  |
| 3       | Maduráj         | 1.016.885 | 10      | Tiruvottiyur | 248.059  |
| 4       | Tiruccsirápalli | 846.915   | 11      | Thoothukudi  | 237.374  |
| 5       | Szálem          | 831.038   | 12      | Nagarkovil   | 224.329  |
| 6       | Ambattur        | 478.134   | 13      | Tandzsávúr   | 222.619  |
| 7       | Tirunelveli     | 474.838   | 14      | Pallavaram   | 216.308  |

## Közigazgatás
Tamiládu állam 32 közigazgatási körzetre (angolul district) oszlik:

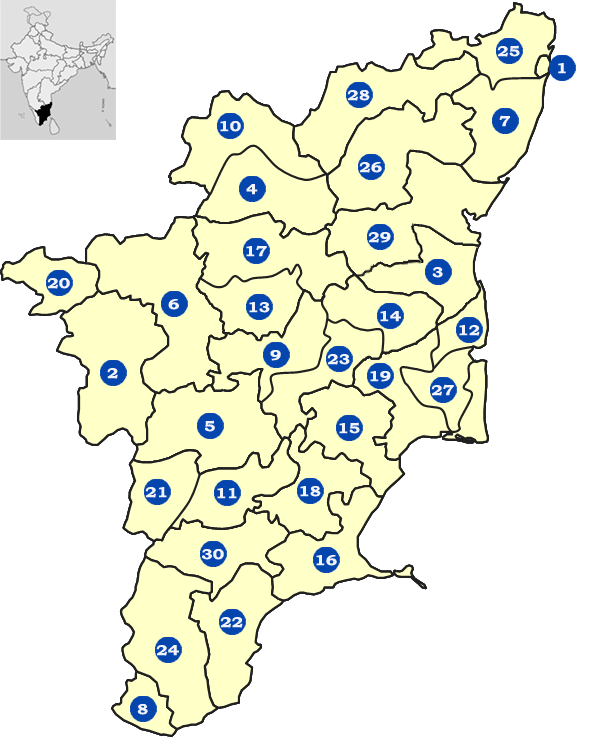
Tamiládu állam körzetei

|    | Körzet          | Székhely        | Terület   | Népesség (2011) | Népsűrűség  |
| -- | --------------- | --------------- | --------- | --------------- | ----------- |
| 1  | Ariyalur        | Ariyalur        | 1 944 km² | 752 481         | 387 /km²    |
| 2  | Chennai         | Csennai         | 174 km²   | 4 681 087       | 26 903 /km² |
| 3  | Coimbatore      | Kojambuttúr     | 4 642 km² | 3 172 578       | 648 /km²    |
| 4  | Cuddalore       | Cuddalore       | 3 705 km² | 2 600 880       | 702 /km²    |
| 5  | Dharmapuri      | Dharmapuri      | 4 527 km² | 1 502 900       | 332 /km²    |
| 6  | Dindigul        | Dindigul        | 6 054 km² | 2 161 367       | 357 /km²    |
| 7  | Erode           | Erode           | 5 692 km² | 2 259 608       | 397 /km²    |
| 8  | Kanchipuram     | Káncsipuram     | 4 305 km² | 2 690 897       | 666 /km²    |
| 9  | Kanyakumari     | Nagarkovil      | 1 685 km² | 1 863 174       | 1 106 /km²  |
| 10 | Karur           | Karur           | 2 902 km² | 1 076 588       | 371 /km²    |
| 11 | Krishnagiri     | Krishnagiri     | 5 091 km² | 1 883 731       | 370 /km²    |
| 12 | Madurai         | Maduráj         | 3 695 km² | 2 441 038       | 663 /km²    |
| 13 | Nagapattinam    | Nagapattinam    | 2 416 km² | 1 614 069       | 668 /km²    |
| 14 | Namakkal        | Namakkal        | 3 402 km² | 1 721 179       | 506 /km²    |
| 15 | Nilgiris        | Udagamandalam   | 2 552 km² | 735 071         | 288 /km²    |
| 16 | Perambalur      | Perambalur      | 1 748 km² | 564 511         | 323 /km²    |
| 17 | Pudukkottai     | Pudukkottai     | 4 652 km² | 1 618 725       | 348 /km²    |
| 18 | Ramanathapuram  | Ramanathapuram  | 4 180 km² | 1 337 560       | 320 /km²    |
| 19 | Salem           | Szálem          | 5 249 km² | 3 480 008       | 663 /km²    |
| 20 | Sivaganga       | Sivaganga       | 4 140 km² | 1 341 250       | 324 /km²    |
| 21 | Thanjavur       | Tandzsávúr      | 3 477 km² | 2 302 781       | 661 /km²    |
| 22 | Theni           | Theni           | 2 872 km² | 1 143 684       | 397 /km²    |
| 23 | Thoothukudi     | Thoothukudi     | 4 599 km² | 1 738 376       | 378 /km²    |
| 24 | Tiruchirappalli | Tiruccsirápalli | 4 508 km² | 2 713 858       | 602 /km²    |
| 25 | Tirunelveli     | Tirunelveli     | 6 709 km² | 3 072 880       | 458 /km²    |
| 26 | Tirupur         | Tirupur         | 5 192 km² | 2 471 222       | 476 /km²    |
| 27 | Tiruvallur      | Tiruvallur      | 3 552 km² | 3 725 697       | 1 049 /km²  |
| 28 | Tiruvannamalai  | Tiruvannámalaj  | 6 188 km² | 4 121 965       | 667 /km²    |
| 29 | Tiruvarur       | Tiruvarur       | 2 379 km² | 1 268 094       | 533 /km²    |
| 30 | Vellore         | Vellore         | 6 081 km² | 4 028 106       | 671 /km²    |
| 31 | Viluppuram      | Viluppuram      | 7 185 km² | 3 463 284       | 482 /km²    |
| 32 | Virudhunagar    | Virudhunagar    | 4 280 km² | 1 943 309       | 454 /km²    |

## Turizmus
- Tandzsávúr
- Maduráj
- Mahábalipuram
- Káncsipuram
- Chidambaram
- Rámesvaram
- Kanjakumari
- Csennai
- Tiruccsirápalli
- Mountain Railway (hegyi vasút, Ooty)

## Képek

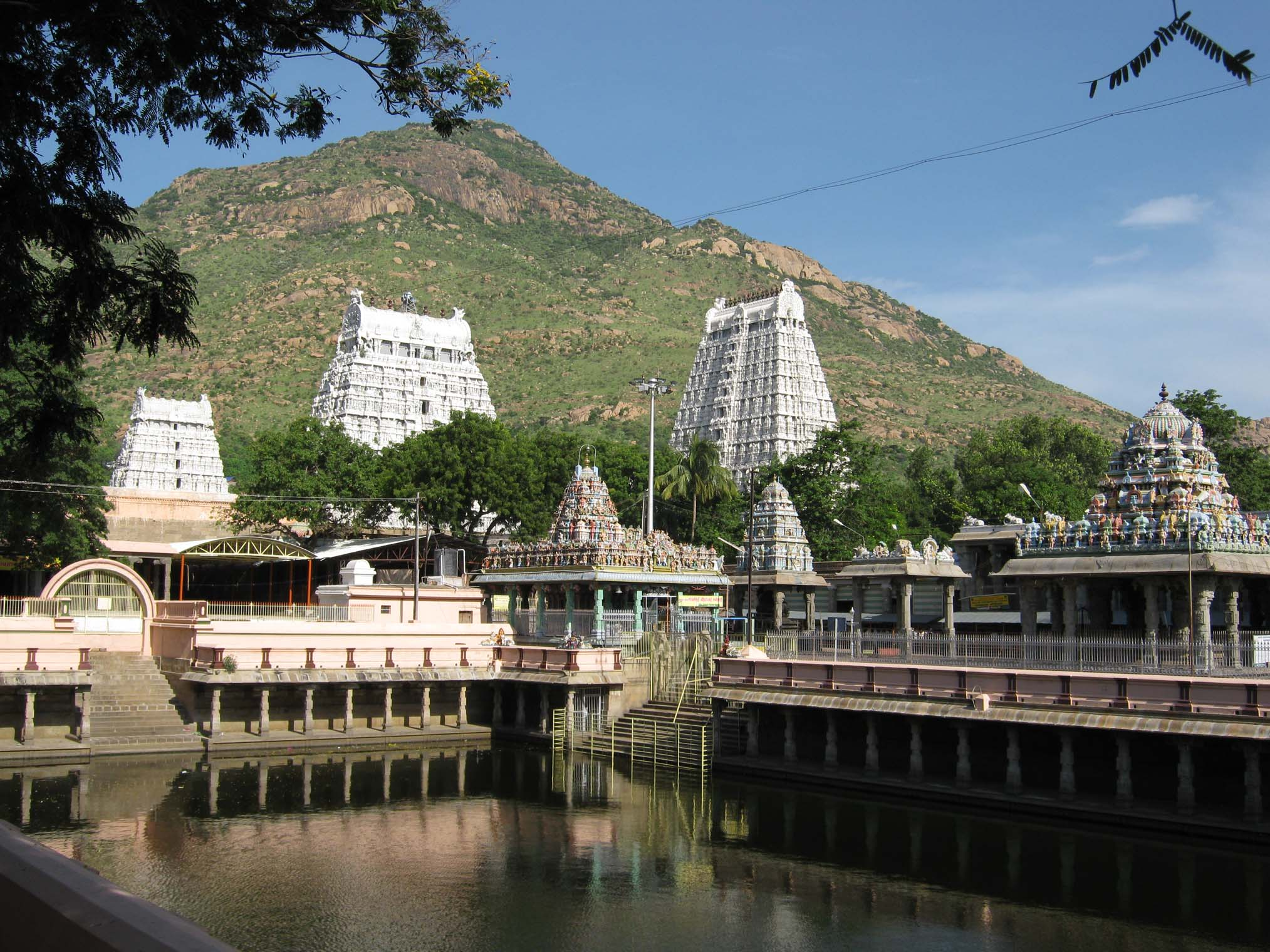
Tiruvanamalai templomkörzete
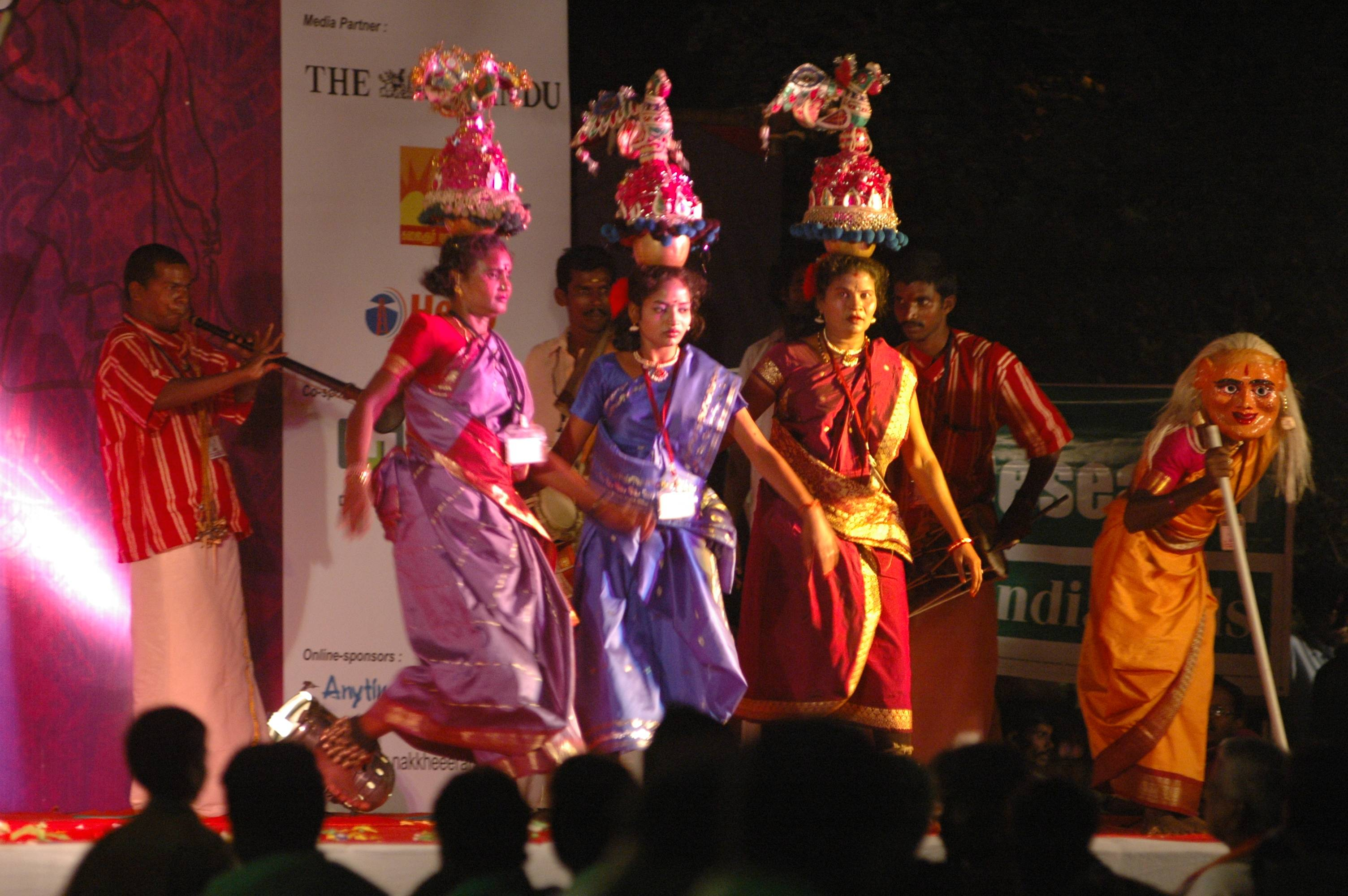
Táncosok
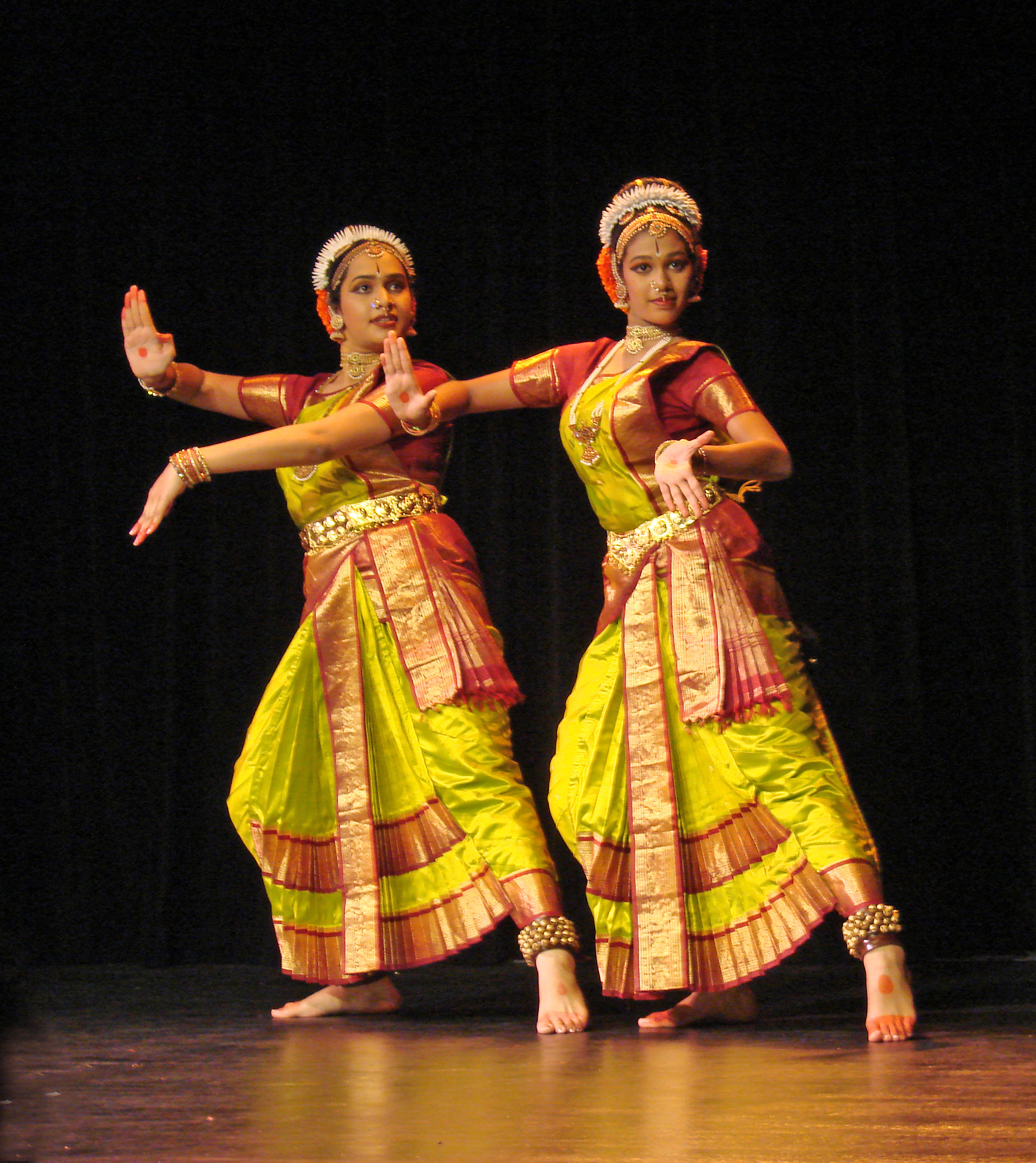
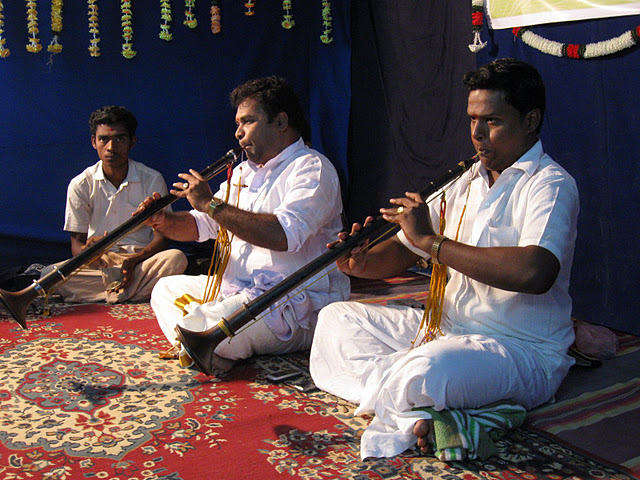
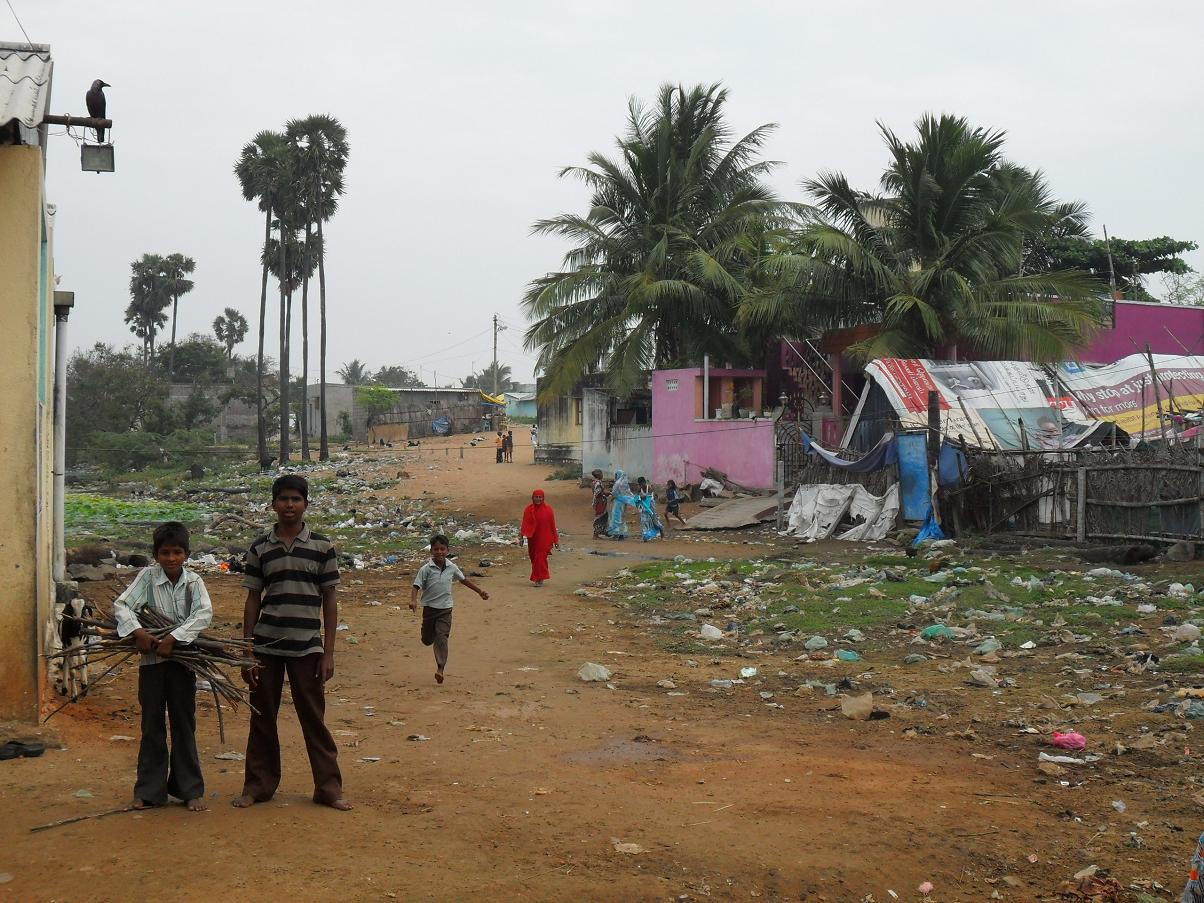
Falusi gyerekek
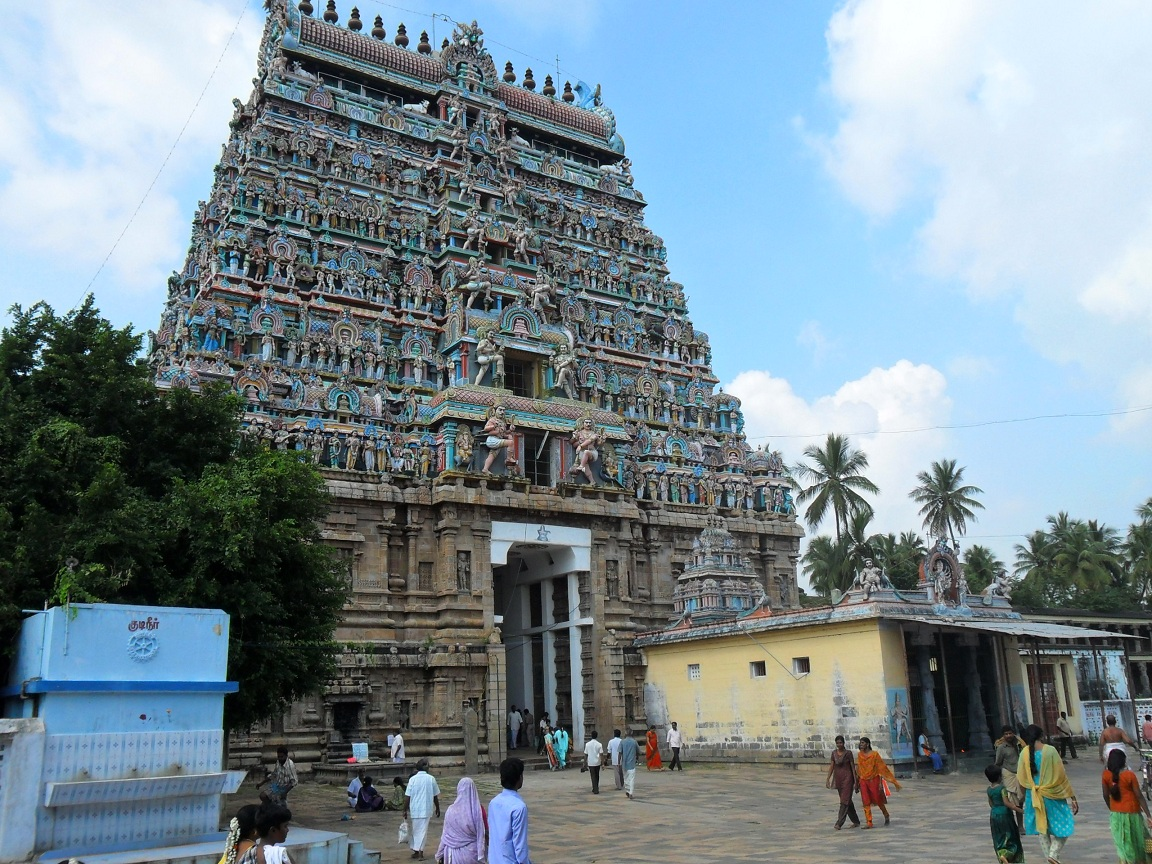
Hindu templomkörzetek jellegzetes kapuja (gopuram)
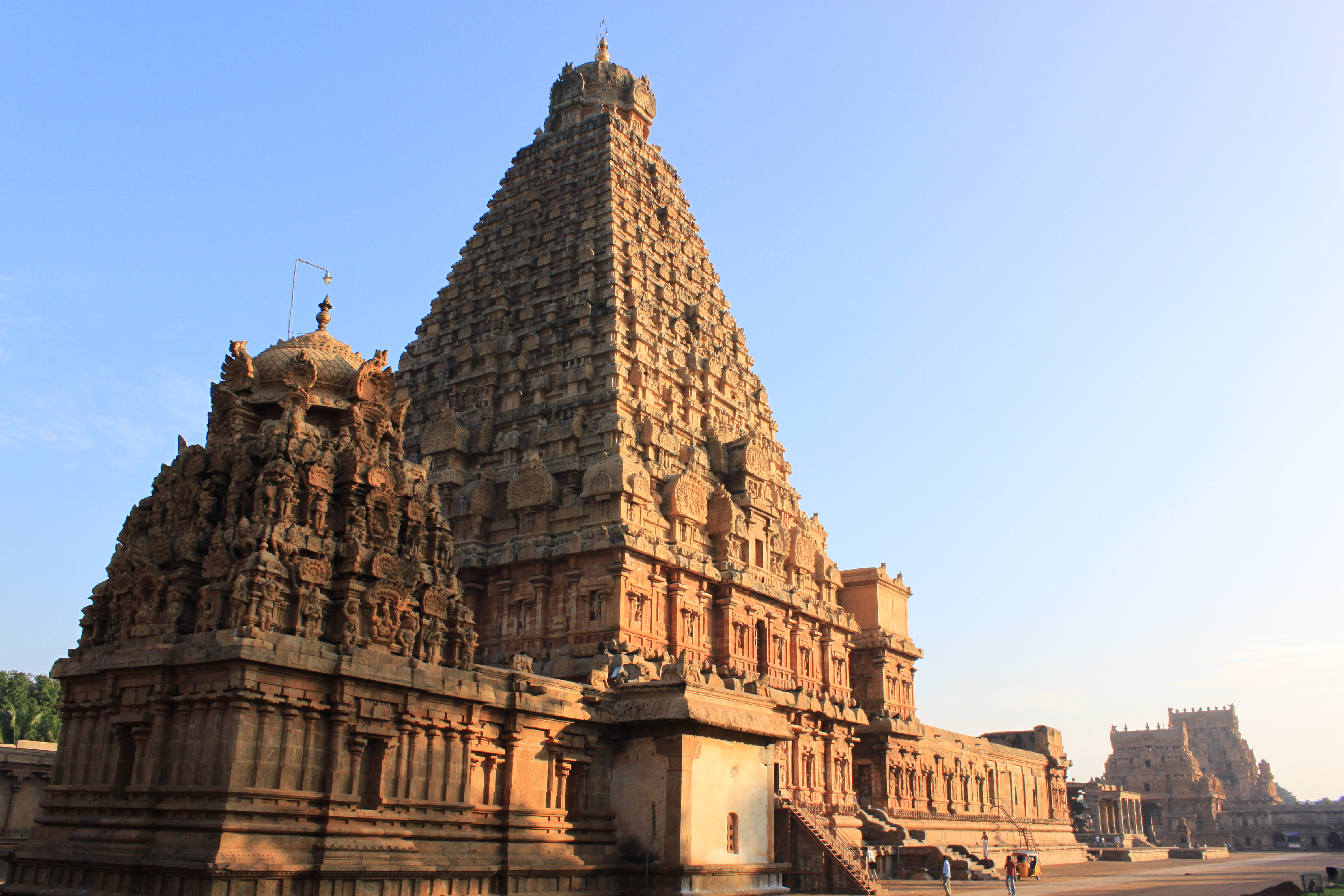
Tandzsávúr
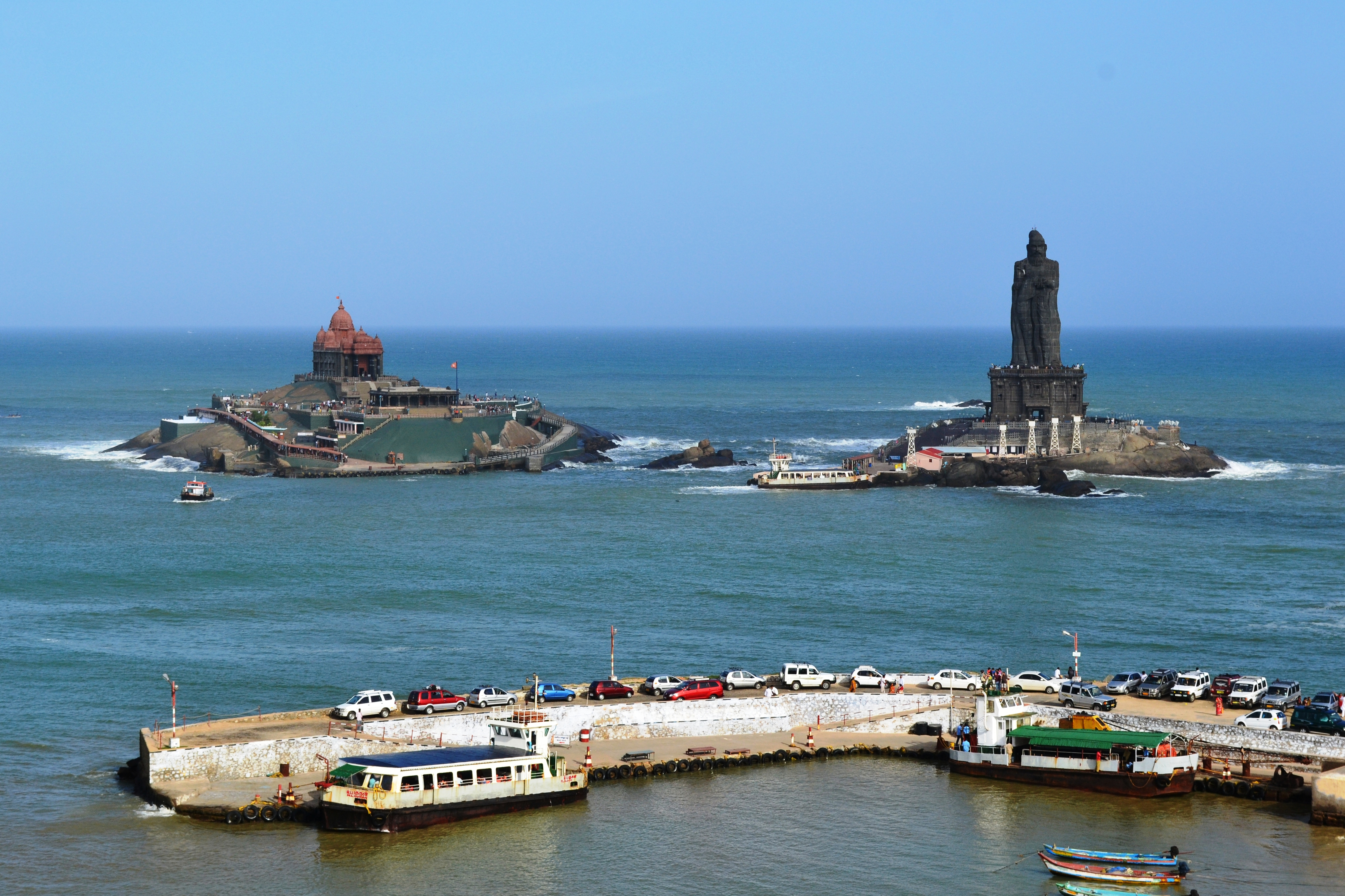
Kanjakumari
- Tamil karakattam tánc - rövid videó